# (85627) 1998 HP151
(85627) 1998 HP151 est un objet transneptunien faisant partie des cubewanos.

## Caractéristiques
1998 HP151 mesure environ 120 km de diamètre.

## Orbite
L'orbite de 1998 HP151 possède un demi-grand axe de 43,882 ua et une période orbitale d'environ 291 ans. Son périhélie l'amène à 40,048 ua du Soleil et son aphélie l'en éloigne de 47,716 ua. Il s'agit d'un cubewano.

## Découverte
(85628) 1998 HP151 a été découvert le 28 avril 1998.